# 英仙座
英仙座是北天星座，以希腊神话英雄珀耳修斯命名，是二世纪天文学家克劳狄乌斯·托勒密所列48个星座，也属國際天文聯會定义的88个现代星座。英仙座附近有许多同样以希腊神话命名的星座，如西侧的仙女座、北面的仙后座。星座南面挨着白羊座和金牛座，东靠御夫座，北临鹿豹座，西接三角座。19世纪早期星图还把英仙座画成持有美杜莎头部的珀耳修斯，两个星群一起得名“珀耳修斯与美杜莎的头”。
银河系的銀河平面穿过英仙座，星座以1.79视星等的黄白超巨星天船三最亮。天船三与周围许多恒星都属英仙座α疏散星团，其中又以肉眼可见的食双星大陵五最富盛名，身为變星，大陵五还与代表凶险的传说联系在一起。英仙座的知名星体众多，英仙座X是拥有中子星的联星，英仙座GK是视星等在1901年达到颠峰的新星，达0.2。中国古代就在英仙座发现两个距离很近的疏散星团组成雙星團。英仙座星系團距地球2.5亿光年，是规模非常庞大的星系团，因英仙座得名。一年一度的英仙座流星雨是非常显著的流星雨，輻射點就在英仙座星系团。

## 历史与神话

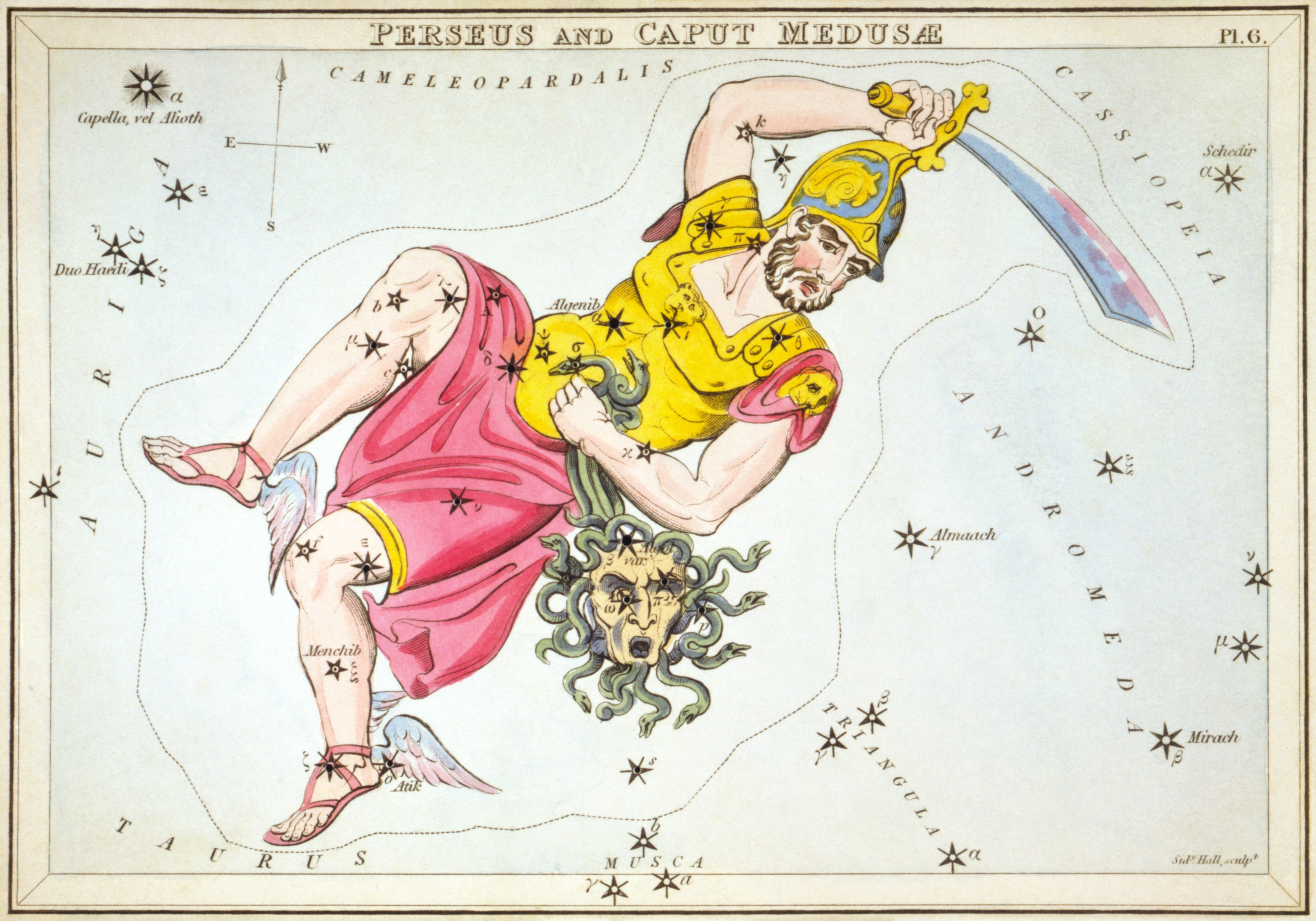
珀耳修斯手持戈耳工美杜莎的头，见1825年左右伦敦发行的《乌拉尼亚之镜》系列星座卡片

根据希腊神话所述，珀耳修斯是达那厄之子，受波吕德克特斯国王之命去取戈耳工美杜莎的头颅。美杜莎能把注视她双眼的人变成石头，珀耳修斯趁她熟睡时将她斩首，美杜莎的尸体生出珀伽索斯和克萊薩爾。珀耳修斯继续赶赴克普斯的王国，挽救向刻托献祭的国王之女安德洛墨達。他用剑杀死刻托救下安德洛墨達，用美杜莎的头把波吕得克忒斯国王及其追随者变成石头，把渔夫狄克提斯推上国王之位。珀耳修斯与安德洛墨達结婚并育有六个孩子。英仙座代表珀耳修斯，旁边是代表安德洛墨達的仙女座，代表克普斯的仙王座，代表安德洛墨達之母卡西歐佩亞的仙后座，代表刻托的鲸鱼座和代表珀伽索斯的飞马座。
公元前911至605年新亚述帝国统治巴比伦期间，英仙座人称“老人座”，此后星座又在七世纪的天文学《星表》中与东方联系起来。

### 非西方文明天文学
中国古代天文学将西方文明划入英仙座的恒星分为四个星官。“天船”属西方七宿“白虎”的第三宿胃宿，代表华人为应对重大洪灾季节建造的大船。以天船命名的恒星位于英仙座北部，如天船七、天船五、天船四、天船三、天船二和天船一。:346“积水”同属胃宿，代表八月底至九月初洪水季节开始时可能出现的特大洪灾，星官包含的英仙座恒星只有积水，天船七可能也在其中:349。“大陵”也是胃宿星官，代表八月埋葬大规模处决罪犯的堑壕，在英仙座拥有大陵四、大陵增十八、大陵六、英仙座24、大陵增十六和英仙座17。“积尸”代表处决犯人的尸体，在英仙座只有一颗同名恒星。:349
波利尼西亚文明大多不把英仙座单独视为星座，只有社會群島居民为星座起名，发音类似“法依蒂”，意为“小山谷”:203。毛利人可能把大陵五称为“马多希”，意为“分裂”，但尚无定论。根据记载，毛利人声称“马多希”出现和消失的时间影响潮汐涨跌，从涨潮周期判断“马多希”可能是畢宿五附近的蓝白恒星，但潮汐回落时间与恒星消失不符。:233–234

## 简介
英仙座南临白羊座和金牛座，东靠御夫座，北接鹿豹座与仙后座，西接仙女座和三角座。星座覆盖615平方度的天空，在88个星座中排第24。星座每年北半球春季在北侧天空最为显著，主星群包含19颗恒星。1930年，尤金·德爾波特正式划分星座边界，英仙座呈26条边的多边形（见文首信息框）。根据赤道坐標系統，星座赤经位于01h 29.1m和04h 51.2m之间，赤纬在30.92°至59.11°之间。1922年，国际天文联会确定以三字母缩写代表英仙座。

## 显著特点

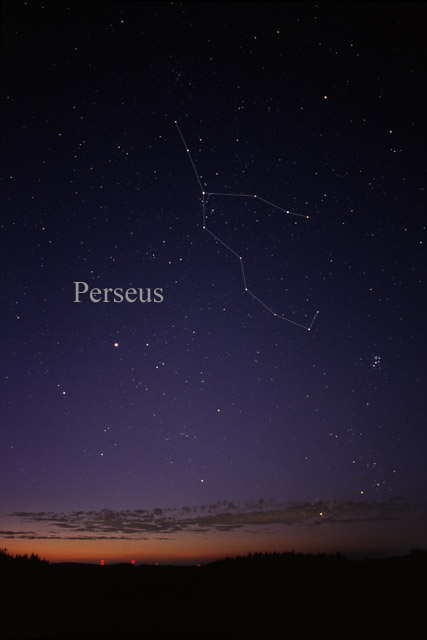
英仙座可用肉眼识别

### 恒星
大陵五是英仙座最有名的恒星，代表希腊神话中戈耳工美杜莎的头，拜耳命名法分配的字母是“β”，埃及神话中称为“荷鲁斯”，阿拉伯语称为“‎”，代表“恶魔的头”，希伯莱语称为“Rosh ha Satan”，意为“撒但的头”。大陵五距地球92.8光年，视星等以2.867天为周期在3.5至2.3范围变化，是大陵五型變星的原型，实际包括三颗星体，属三合星。其中最亮的是光谱等级的蓝白主序星，质量是太阳的3.5倍，光度180倍。第二颗是光谱等级的橙次巨星，已经开始冷却并扩张，半径是太阳3.5倍，光度4.5倍，但质量只有其八成。两颗星相距仅0.05天文單位，即地球到太阳距离的半成，第二颗星尺寸更大，运行至挡住更明亮的第一颗星时，联星的视星等便降至低谷。第三颗星体是光谱等级的主序星，距另外两颗星的平均距离是2.69天文单位。天仙座AG也是大陵五型变星，主星是6.69视星等的B型主序星。天大将军二是没有相互侵蚀的双星，主星是光谱等级0.5的Be星而且很可能是巨星；从星估计是恒星残留，光谱等级与O型次矮星接近。
天船三又名“米尔法克”（Mirfak，源自阿拉伯语，意为“肘”），是英仙座最亮的恒星，视星等达1.79。天船三是超巨星，距地球约590光年，光谱等级，光度与直径分别是太阳的五千倍和42倍。英仙座α疏散星团（又称“ 20”和“Collinder 39”）包含大量明亮星体，其中又以天船三最亮。天船三附近的英仙座明亮恒星包括3.0视星等的Be星天船五，4.3视星等的Be星天船四，4.0视星等的Be星天船六，2.9视星等的仙王座β型變星卷舌二，5.2视星等的恒星天船增一，5.5视星等的恒星大陵增廿，5.0视星等的恒星天船增二，4.7视星等的恒星天船增三。天文学家曾以为4.05视星等的大陵三也属英仙座α星团，但这颗与太阳非常相似的恒星离地球只有34光年，光度是太阳2.2倍，是光谱等级的黄主序星。经过大量搜索，人类依然没有在大陵三周围发现行星系统存在的迹象。
2.86视星等的卷舌四亮度在英仙座排第三，距地球750光年，是太阳26至27倍半径、光度4.7万倍的蓝白超巨星。英仙座OB2群和卷舌四群是地球可见的明亮巨星和超巨星运动群，卷舌四是其中最亮的恒星。卷舌四还是三合星，偏亮的从星为9.16视星等，是距主星约3900天文单位的蓝白主序星，光谱等级8；偏暗的从星是白主序星，距主星约五万天文单位，光谱等级2，9.9视星等，可能与另外两颗星引力结合。英仙座X是运动群内的双星，其中一颗炽热明亮，另一颗是中子星，亮度只有6.72视星等，即便条件理想的黑夜也难以用肉眼观测。英仙座是X射线源，目前主星质量正大量流失。英仙座ο又名“阿提克”，是3.85视星等的多恒星系统，人类曾将它划入英仙座OB2群。英仙座ο包含两颗蓝白色恒星，一颗是光谱等级1.5的巨星，另一颗是光谱等级3的主序星，两星围绕彼此旋转，周期4.5天，且因间距小扭曲成卵形。系统内还有第三颗恒星，但人类尚不了解。估计英仙座ο距地球1475光年，距卷舌四群中心太远，应该与该运动群无关。
英仙座V518也是X射线联星，其中一颗是光谱等级的紅矮星，围绕可能是黑洞的神秘高质量天体旋转，公转周期5.1小时。英仙座V518是X射线新星，電磁波譜的X射线带会以周期爆发。如果其中的神秘高质量天体不是黑洞，那么英仙座V518就是人类所知最小的X射线新星。经过2012年的进一步分析，这个神秘天体的质量约为太阳2.1倍，远达不到形成黑洞所需标准，所以星体类型依然存疑。
英仙座GK又称英仙座新星1901，是苏格兰业余天文学家托马斯·大卫·安德森（Thomas David Anderson）1901年2月21日发现的明亮新星，位于大陵五和天船五之间的中途位置，最亮时达0.2视星等，几乎与五車二、織女一不相上下。此后亮度下降，达到最高亮度约30年后就下降到13视星等。卷舌三又称“门基布”（Menkhib），是光谱等级的蓝巨星，表面温度高达3.75万K，在夜空所有天体中都名列前茅。卷舌三拥有26至32倍太阳质量，光度更达太阳3.3万倍。
大陵六的亮度也像大陵五一样变化，但不是食变星，而是脉动变星。大陵六是进入恒星进化晚期的红巨星，已经第二次扩张，半径约为太阳150倍，其中的氦已经聚合成更重的元素，核心由碳和氧组成。大陵六还是造父四型半規則變星，视星等在3.3至4.0范围变化，周期有50天、120天和250天三种。雙星團拥有三颗尺寸更大的恒星，每个都超过七百倍太阳半径，分别是英仙座S、英仙座RS和英仙座SU，都是半规则脉动M型超巨星。肉眼无法看到这三颗恒星，其中最亮的英仙座SU也只有7.9视星等，能用双筒望远镜看到。英仙座AX也是联星，主星是进入恆星演化后期的紅巨星，物质向另一颗星周围的吸积盘转移。英仙座AX是少见的共生食双星，并且更特殊的地方在于从星不是白矮星，而是型星。英仙座DY是英仙座DY型變星的原型，属于含碳丰富的北冕座R型變星，是漸近巨星支恒星多变的明证。英仙座DY是10.6视星等的暗淡碳星，用双筒望远镜都无法观测。
人类已发现英仙座的七颗恒星拥有行星。英仙座V718属形成时间不长的疏散星团IC 348，每4.7年会被巨大的行星遮挡。估计这颗行星的质量最大可能达到木星六倍，轨道半径3.3天文单位。

### 深空天体

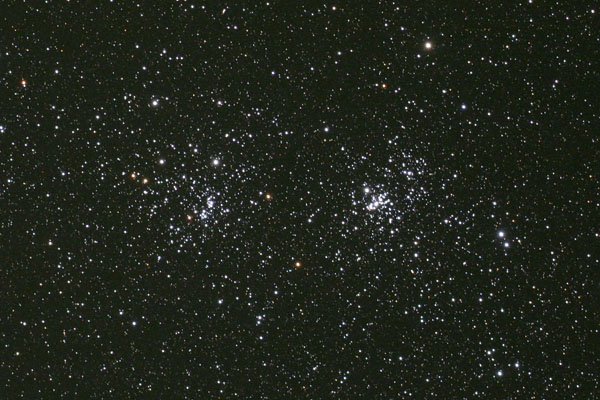
雙星團（NGC 869和NGC 884）

银河系的銀河平面穿过英仙座，但大部分都被分子雲阻挡，远不及天空其他位置明显。英仙臂是银河系的螺旋臂，在夜空穿过仙后座、英仙座、御夫座、双子座和麒麟座，朝向银河系边缘。
英仙臂内的两个疏散星团（NGC 869与NGC 884）合称双星团，用双筒望远镜或小型望远镜都很容易看到。两个疏散星团间隔数百光年，距地球均超過七千光年，亮度均在4星等左右，直径都在0.5度左右。两个星团按特朗普勒分类法都属I3R类，按夏普力分类法，NGC 869属f类星团，NGC 884属e类星团，表明两个星团的星体都很密集，其中又以NGC 869为甚。两个星团与周围星空差别显著，而且明显向中心靠拢，内部各有上百颗恒星，亮度范围广阔。
M34是5.5视星等的疏散星团，距地球约1500光年，其中散布约一百颗恒星，占据的夜空范围超过满月。视力良好可直接观测M34，但最好是用低倍率望远镜观察。IC 348是形成时间不长的疏散星团，仅约两百万年历史，周围还有形成恒星的星云，距地球约1027光年，许多恒星还有星周盤。人类已在IC 348内发现许多棕矮星，因为棕矮星会逐渐冷却，在形成时间不长的星团内更容易发现。
英仙座星云众多。小啞鈴星雲是行星状星云，又称M76星云，长两弧分，宽一弧分，亮度10.1视星等。NGC 1499又称加利福尼亚星云，是美国天文学家愛德華·愛默生·巴納德1884至1885年发现的發射星雲，因面亮度偏低显得比绝大多数发射星云暗，故而非常难以观测。NGC 1333是反射星雲和恒星形成区。英仙座还包含獵戶臂的巨大英仙座分子云，与其他分子云相比恒星形成率低。
英仙座包含多个知名星系。NGC 1023是10.35视星等的棒旋星系，距地球约三千万光年，是同名星系群的主星系，可能还在与其他星系相互影响。NGC 1260可能是透鏡狀星系，也可能是缠绕非常紧密的螺旋星系，距地球约7670万光年，其中包含的超新星SN 2006gy亮度在人类观测史上名列前茅。NGC 1260属英仙座星系團，这是距地球最近（约7660万光年）的大型星系团，紅移0.0179。同属英仙座星系团的NGC 1275是西佛星系，其中的活动星系核产生物质射流，在星系周围形成巨大气泡。这些气泡还能产生穿过星系团的声波，发出比中央C低57个八度的降B音。NGC 1275是CD型星系，形成后一直在经历星系合并，所以周围有许多小星系残留。此外，其中的活动星系核还是强劲无线电波源。3C 31也是英仙座的活动星系和无线电波源，距地球约2.37亿光年，红移0.0173。中心超大質量黑洞产生的物质射流朝反方向延伸数百万光年，形成人类已知宇宙中大小名列前茅的天体。

### 流星雨
一年一度的英仙座流星雨从七月中旬开始从英仙座辐射，8月9至14日最为活跃，与关联的斯威夫特－塔特爾彗星一样拥有约两千年观测史。2012年发现的英仙座ε九月流星雨源自奥尔特云，但具体源头尚无定论。